# Solterre
Solterre är en kommun i departementet Loiret i regionen Centre-Val de Loire strax norr Frankrikes mitt. Kommunen ligger i kantonen Amilly som tillhör arrondissementet Montargis. År 2022 hade Solterre 476 invånare.

## Befolkningsutveckling
Antalet invånare i kommunen Solterre
| Referens: INSEE |